# Patinella (schimmelgeslacht)
Patinella is een geslacht van schimmels uit de onderklasse Leotiomycetidae. De typesoort is Patinella hyalophaea.

## Soorten
Volgens Index Fungorum telt het geslacht 47 soorten (peildatum maart 2022):
| Soortnaam                   | Auteur(s)                     | Publicatiejaar |
| --------------------------- | ----------------------------- | -------------- |
| Patinella abietina          | Sacc.                         | 1889           |
| Patinella adamsonii         | (Berk.) Sacc.                 | 1889           |
| Patinella aloysii-sabaudiae | Sacc.                         | 1904           |
| Patinella antarctica        | Speg.                         | 1887           |
| Patinella applanata         | (Berk. & M.A. Curtis) Sacc.   | 1889           |
| Patinella artemisioides     | (Roum. & Pat.) Sacc.          | 1889           |
| Patinella aterrima          | Fuckel                        |                |
| Patinella atroviridis       | Rehm                          | 1890           |
| Patinella betulina          | Velen.                        | 1934           |
| Patinella caerulescens      | (P. Crouan & H. Crouan) Sacc. | 1889           |
| Patinella californica       | Rehm                          | 1909           |
| Patinella charticola        | Vouaux                        | 1910           |
| Patinella chlorosplenioides | Penz. & Sacc.                 | 1902           |
| Patinella crandallii        | Sacc.                         | 1895           |
| Patinella dryadea           | Velen.                        | 1934           |
| Patinella faginea           | Velen.                        | 1934           |
| Patinella felsmannii        | (Stein) Rehm                  | 1890           |
| Patinella flavobrunnea      | Petr.                         | 1922           |
| Patinella fusca             | Velen.                        | 1934           |
| Patinella hirneola          | (Berk. & Broome) Sacc.        | 1889           |
| Patinella hyalophaea        | Sacc.                         | 1875           |
| Patinella inquinans         | Sacc.                         | 1889           |
| Patinella jecorina          | Berk.                         | 1893           |
| Patinella laricina          | Velen.                        | 1934           |
| Patinella macrospora        | Massee                        | 1893           |
| Patinella macrospora        | Ellis & Everh.                | 1894           |
| Patinella minima            | Velen.                        | 1934           |
| Patinella monticola         | Ellis & Everh.                | 1898           |
| Patinella moravica          | Petr.                         | 1923           |
| Patinella phyllogena        | Penz. & Sacc.                 | 1902           |
| Patinella picea             | Velen.                        | 1934           |
| Patinella punctiformis      | Rehm                          | 1890           |
| Patinella quercina          | Velen.                        | 1934           |
| Patinella rubrotingens      | (Berk. & Broome) Sacc.        | 1889           |
| Patinella sanguineoatra     | Sacc.                         | 1889           |
| Patinella stictioides       | (Berk. & Broome) Sacc.        | 1889           |
| Patinella subcaerulescens   | (P. Karst.) Sacc.             | 1889           |
| Patinella tarapotensis      | Henn.                         | 1904           |
| Patinella tasmanica         | (Berk.) Sacc.                 | 1889           |
| Patinella tirolensis        | Nograsek & Matzer             | 1994           |
| Patinella tryblidioides     | Rehm                          | 1907           |
| Patinella ulmi              | (P. Crouan & H. Crouan) Sacc. | 1889           |
| Patinella vagans            | Ellis & Everh.                | 1894           |
| Patinella violacea          | (Berk. & Broome) Sacc.        | 1889           |
| Patinella viridirufa        | (Berk. & Broome) Sacc.        | 1889           |
| Patinella viridis           | (P. Crouan & H. Crouan) Sacc. | 1889           |
| Patinella xylographoides    | Rehm                          | 1899           |